# Danish Crown
Danish Crown ist eine weltweit tätige Unternehmensgruppe der fleischverarbeitenden Lebensmittelindustrie mit Hauptsitz im dänischen Randers.

## Geschichte
Die Danish Crown Gruppe geht im Ursprung auf die 1887 von 500 Landwirten aus dem Großraum Horsens gegründete erste dänische Schweineschlachtgenossenschaft zurück. Im Jahr 1970 erfolgte eine Fusion mit weiteren genossenschaftlichen Schlachtereien zur Sydøstjyske Andelsslagterier. Im Jahr 1986 erfolgte die Übernahme der Tulip Food Company. Der Unternehmensname Danish Crown wird seit der Übernahme von Wenbo und Østjyske Andelsslagterier durch Tulip im Jahr 1990 verwendet. In der Folgezeit erfolgte die Übernahme aller größeren Schlachthöfe in Dänemark.
Im Jahr 2010 beschlossen die damals etwa 9000 Mitglieder der Genossenschaft eine Änderung der Rechtsform. Eigentümer der nun operativen Aktiengesellschaft ist die als Vertretung der Interessen der genossenschaftlichen Mitglieder fungierende Leverandørselskabet AmbA.
Im Jahr 2014 übernahm Danish Crown alle Anteile an Sokolow, dem größten Fleischverarbeiter Polens, welches man zuvor je zur Hälfte gemeinsam mit HKScan kontrollierte.
Am 24. Februar 2015 verkündeten Tican und Danish Crown ihre Fusionsbestrebungen. Die dänische Wettbewerbsbehörde untersagte jedoch den Zusammenschluss der beiden größten Schlachtereien Dänemarks (mit 2.200 respektive 26.000 Angestellten).
Im Jahr 2017 wurde der deutsche Rinderschlachthof Teterower Fleisch (110.000 Rinderschlachtungen pro Jahr, davon 20 % aus Bio-Betrieben; Jahresumsatz 150 Millionen Euro, davon die Hälfte durch Export erzielt) übernommen. Er wird seither organisatorisch gemeinsam mit dem bereits zuvor zu Danish Crown gehörigen Rinderschlachthof des vormaligen Schlachtzentrums Nordfriesland (90.000 Schlachtungen/Jahr) in Husum betrieben.
Am 1. Mai 2017 wurde das Tochterunternehmen Plumrose USA, welches mit 1.400 Mitarbeitern einen Umsatz von 360 Mio. Euro auf dem amerikanischen Markt erwirtschaftet, an den brasilianischen JBS-Konzern verkauft.
Im Jahr 2019 folgte die britische Tochter Tulip Limited, die an die US-amerikanische Pilgrim’s-Gruppe, ebenfalls ein Tochterunternehmen des brasilianischen JBS-Konzerns.

## Unternehmensstruktur
Das Unternehmen Danish Crown gliedert sich in die beiden Geschäftsbereiche Schweinefleisch und Rindfleisch. Beide sind eigenständige operative Abteilungen, die direkt der Hauptverwaltung unterstellt sind.

## Geschäftszahlen
Der Jahresumsatz der Gruppe lag im Geschäftsjahr 2019/20 bei rund 61 Mrd. DKK (≈8,2 Mrd. Euro), davon 68 % in Europa.
Die Gruppe beschäftigt rund 23.000 Mitarbeiter, davon das Mutterunternehmen allein 10.500. 2019/20 wurden 18 Millionen Schweine in Dänemark verarbeitet (weitere 6,3 Millionen im Vereinigten Königreich, Polen und Schweden), sowie 800.000 Rinder (die Hälfte davon in Dänemark).
Das Mutterunternehmen verfügt über 81 Produktionsstätten in Europa, davon 15 Schlacht- und Zerlegebetriebe für Schweine sowie 7 für Rinder, 2 Verpackereien für den Einzelhandelsbereich und 2 Verteil- bzw. Frischfleischzentren.

## Beteiligungen
Wesentliche Tochterunternehmen der Gruppe sind (in Klammern die Höhe der Beteiligung):
- Danish Crown Foods (ehemalige Tulip Food Company) (100 %): stellt eine breite Palette von Fleischwaren her, u. a. Köttbullar, Würste, Dosenfleisch, Fertigmahlzeiten, beliefert auch Imbissbuden, Betriebs- und Schulkantinen; Absatz zu 50 % in Nordeuropa; : 9 Fabriken, davon 5 in Dänemark, 3 in Deutschland, 1 in Schweden; Umsatz 670 Mio. Euro; 1.700 Mitarbeiter
- ESS-Food (100 %): weltweite Vertriebsgesellschaft; Umsatz 0,5 Mrd. Euro
- Tulip Ltd. (100 %): Schlachtung, Verarbeitung und Herstellung spezieller Fleischprodukte für den britischen Markt;

19 Fabriken, 7.000 Mitarbeiter, Umsatz 1,43 Mrd. Euro
- Sokołów (100 %): größtes Schlacht- und Verarbeitungsunternehmen Polens, bis 2014 Beteiligung von 50 % über ein Gemeinschaftsunternehmen mit dem finnischen Unternehmen HKScan;

7 Fabriken, 660 Mio. Euro Umsatz, 6.200 Mitarbeiter
- KLS Ugglarps (100 %): zweitgrößte Schlachterei Schwedens (Schwein, Rind, Schaf/Lamm), Umsatz 280 Mio. Euro
- Friland (100 %): größter Bio-Fleisch Vermarkter Europas, Freilandschweine und -rinder; 859 Mio. DKK Umsatz (2019/20), 73 % Exportanteil bei Schweinefleisch; 275.000 Schlachtungen
- DAT-Schaub (100 %): stellt Wursthüllen her
- Scan-Hide (98,5 %): verarbeitet Häute (über 1 Mio. pro Jahr)
- WestCrown GmbH, Dissen am Teutoburger Wald (50 %): Sauenzerlegung, (50/50-Gemeinschaftsunternehmen mit Westfleisch, seit 2016)